# Cal·lístrat d'Afidnes
Cal·lístrat d'Afidnes (grec antic: Καλλίστρατος, llatí: Callistratus) fou un orador i polític atenès nascut al dem d'Afidnes. Era fill de Cal·lícrates d'Afidnes i nebot d'Agirri.
Apareix per primera vegada l'any 379 aC com a membre del partit oligàrquic, quan va enviar una ambaixada a Tebes per alertar Leontiades de Tebes d'un possible intent contra Cadmea per part dels exiliats sota el comandament de Pelòpides.
El 378 aC va dirigir com a estrateg les tropes enviades a Tebes, juntament amb Càbries i Timoteu, en ajut de la ciutat contra Agesilau segons Plutarc i Xenofont, encara que representava, de fet, els interessos espartans a Atenes.
El 373 aC, es va unir a Ifícrates en la persecució de Timoteu, que havia estat molt actiu contra Esparta a les mars occidentals i que, per la seva restauració en el poder dels exiliats de Zacint, havia suposat la represa de la guerra després de la pau del 374 aC. Timoteu va ser portat a judici i Cal·lístrat nomenat comandant, amb Ifícrates i Càbries, de les forces enviades a Corcira, i sembla que Ifícrates i Cal·lístrat representaven dues sensibilitats ben diferents. Aviat, Cal·lístrat va tornar a Atenes amb el consentiment d'Ifícrates, al qual va prometre enviar diners o bé aconseguir la pau. El 371 aC, era a Esparta com a ambaixador (però sense aquest títol) per negociar la pau.
El 369 aC, quan Epaminondes va envair Lacònia, Cal·lístrat va influir a Atenes per donar ajut a Esparta. Els espartans així ho havien demanat.
Probablement va ser l'any 366 aC quan va fer el seu famós discurs sobre l'afer d'Oropos, que havia estat ocupada per un cos d'exiliats de la ciutat dirigits per Temisó i, per tant, perduda per Atenes. Els atenencs van enviar allí un exèrcit dirigit per Cares, però es va arribar a un acord, pel qual Oropos quedava com a dipòsit dels tebans fins a una solució posterior, acord instigat per Cal·lístrat i Càbries. Més tard, els tebans no la van voler retornar i els signataris de l'acord foren perseguits. Cal·lístrat, amb la seva eloqüència, va resultar absolt, però l'afer va afectar la seva política a causa de la pèrdua d'un punt fronterer tan important, i el poble el va criticar.
El van tornar a jutjar el 361 aC i el van condemnar a mort pel fet d'Oropos, però es va escapar i es va exiliar a Metone de Macedònia. El 356 aC, encara estava exiliat, però poc després va tornar a Atenes, on el van descobrir. Es va refugiar a l'altar dels dotze déus, però fou igualment pres i executat, segons Xenofont, Diodor de Sicília, Plutarc i altres.
Hom li atribueix durant el seu exili la fundació de Dàton (després Filips) i va dissenyar un pla per augmentar de 20 a 40 talents les rendes de les quotes del port de Macedònia. Sembla que Demòstenes l'admirava molt com a orador, i Teopomp de Quios el va lloar per la seva conducta pública, mentre li criticava l'ostentació a la seva vida privada.